# James Wright
James Earl Wright (31 dicembre 1991) è un giocatore di football americano statunitense che gioca nel ruolo di wide receiver per i Cincinnati Bengals della National Football League (NFL). Fu scelto nel corso del settimo giro (239º assoluto) del Draft NFL 2014. Al college ha giocato a football a LSU

## Carriera professionistica

### Cincinnati Bengals
Wright fu scelto dai Cincinnati Bengals nel corso del sesto giro del Draft 2014, superando Cobi Hamilton e Colin Locket per l'ultimo posto come ricevitore disponibile per l'inizio della stagione regolare 2014. Debuttò come professionista subentrando nella vittoria della settimana 2 contro gli Atlanta Falcons e ricevette il primo passaggio nella settimana 6 contro i Carolina Panthers. La sua prima stagione si chiuse con 5 ricezioni per 91 yard in 11 presenze.

## Statistiche
| Partite totali      | 11 |
| Partite da titolare | 0  |
| Ricezioni           | 5  |
| Yard ricevute       | 91 |
| Touchdown           | 0  |

Statistiche aggiornate alla stagione 2014